# Global Internet Liberty Campaign
La Global Internet Liberty Campaign (GILC) est une association comprenant 28 associations et partis, qui milite pour la liberté d'internet et contre sa mise sous surveillance.
Le GILC a été fondé à la fin du XXe siècle par Barry S. Steinhardt, directeur associé de l'Union américaine pour les libertés civiles.